# Mayonnaise
Mayonnaise (tên gọi không chính thức mayo) là một loại nước sốt đặc làm tăng hương vị cho bánh sandwich, bánh mì kẹp thịt, salad trộn, khoai tây chiên... Loại sốt này cũng là nền tảng cho nhiều loại nước sốt khác chẳng hạn như xốt tartare, remoulade, salsa golf và rouilleis.
Nó là hỗn hợp của dầu, lòng đỏ trứng và axit, hoặc giấm hoặc nước cốt chanh; có nhiều biến thể sử dụng hương liệu bổ sung. Màu của sốt mayonnaise thay đổi từ gần trắng sang vàng nhạt và kết cấu theo dạng kem sữa nhẹ đến gel đặc.
Các lựa chọn thay thế không có trứng trên thị trường đáp ứng nhu cầu của người ăn chay và những người kiêng trứng hoặc cholesterol trong chế độ ăn.

## Cách dùng của mayonnaise

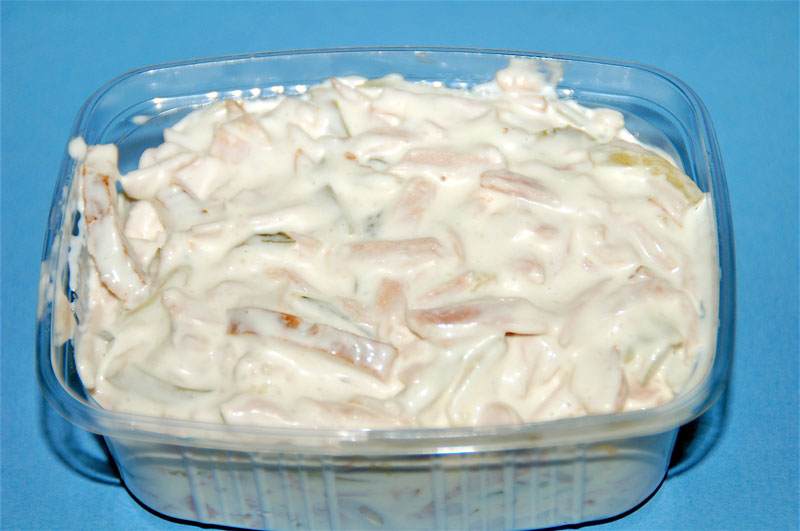
Cách dùng